# ASN-15
ASN-15 – chiński bezzałogowy aparat latający (UAV – ang. unmanned aerial vehicle) opracowany przez firmę Xi’an ASN Technology Group Company, przeznaczony do bliskiej obserwacji na szczeblu plutonu do kompanii włącznie. Maszyna znana jest również pod oznaczeniem wojskowym BZK-202. Aparat startuje „z ręki”, zaopatrzony jest w aparat cyfrowy, kamerę video i łącze przesyłające obraz do stanowiska kontroli na ziemi, na którym znajduje się magnetowid do zapisywania przekazywanego obrazu. ASN-15 porusza się po zadanej trasie będąc cały czas kierowanym przez operatora z ziemi. 
Aparat jest górnopłatem typu parasol. Maszyna napędzana jest silnikiem tłokowym ze śmigłem umieszczonym na krawędzi natarcia skrzydła. Znane są co najmniej dwie wersje samolotu, różniące się kształtem kadłuba. Jedna z nich ma kadłub o przekroju kwadratowym, a druga okrągłym. Różnice prawdopodobnie spowodowane są typem przenoszonego wyposażenia rozpoznawczego. Aparat staruje z ręki aczkolwiek znane jest zdjęcie, na którym aparat startuje z niewielkiej prowadnicy szynowej umieszczonej na kadłubie wozu bojowego.